# Граница между България и Турция
Границата между България и Турция (на турски: Türkiye-Bulgaristan sınırı) е с дължина 259 km. Тя е най-късата държавна граница на България и третата по дължина, след границите със Сирия и Иран, на Турция. Границата е външна за Европейския съюз.
Държавната граница се простира от устието на Резовска река, пресича връх Кервансарай на билото на Странджа, преминава по билото на Дервентските възвишения, пресичайки най-високата им точка – връх Гюргенбаир, пресича долината на река Тунджа и преминава южно от Сакар, достига до долината на река Марица при село Капитан Андреево.

## Гранични пунктове
По границата между България и Турция има изградени три гранични контролно-пропусквателни пункта. Най-натовареният е ГКПП Капитан Андреево - Капъкуле.
| ГКПП в Турция | Вилает    | ГКПП в България  | Област  | Дата на откриване   | Път в Турция                             | Път в България                                                                   | Статус  |
| ------------- | --------- | ---------------- | ------- | ------------------- | ---------------------------------------- | -------------------------------------------------------------------------------- | ------- |
| Капъкуле      | Одрин     | Капитан Андреево | Хасково | 4 септември 1953 г. | D.100 Жп линия Свиленград – Пехливанкьой | Автомагистрала „Марица“ Републикански път I-9 Жп линия Свиленград – Пехливанкьой | Отворен |
| Хамзабейли    | Одрин     | Лесово           | Ямбол   | 19 юни 2005 г.      | D.535                                    | Републикански път I-7                                                            | Отворен |
| Дерекьой      | Лозенград | Малко Търново    | Бургас  | 18 юли 1969 г.      | D.555                                    | Републикански път I-9                                                            | Отворен |